# Liste des évêques d'Agen
Liste des évêques du diocèse d'Agen (Dioecesis Agennensis).
Les évêques d'Agen portaient, du Xe siècle jusqu'à la Révolution, le titre de « comte d'Agen ». 

## Sont évêques
- martyr en 303[1]: saint Caprais (en latin Caprasius)
- vers 313: saint Vincent[2]
- Auxibius[2]
- vers 348[3], 358[4] ou 359[4]-vers 392[4]: saint Phébade (ou Phœbadius)
- vers 400[3] ou 405[4]: saint Dulcide (ou Dulcidius)
- Lupus[2]
- vers 549: Bébien (ou Bebianus)
- vers 573: Polémius (ou Polemius)
- vers 580: Sugillarius
- vers 585: Antidius
- vers 614[4] ou 615[3]: Flavardus
- vers 626: Asodoaldus[5]
- vers 629: Sallustius[6]
- vers 642: Sebastianus[7]
- Auxibius[2]
- vers 663[4] ou 670[3]: Siboaldus
- vers 850: Concordius[7]
- 977-† 982: Gombaud (ou Gombaldus), également duc de Gascogne; était appelé évêque de Gascogne parce qu'il avait réuni les évêchés appauvris d'Agen, de Bazas et d'Aire.
- vers 982[3]: Arnaud Ier (ou Arnoldus)
- vers 1000[3]-vers 1011[4] ou 1013: Hugues de Gascogne (ou Hugo), fils de l'évêque-duc Gombaud; porte également le titre d'évêque de Gascogne.
- Sanctius[7]
- vers 1026[4]: Simon Ier
- Arénat[2]
- Adebert[2]
- ?-1049[4]: Arnaud II de Beauville (ou Arnoldus de Bovilla)
- 1049-1056[4]: Bernard (us) Ier de Beauville
- Osius[2]
- Regino[2]
- 17 novembre 1061-1068[4]: Guillaume Ier ou Guilielmus)
- 1069[4]: Arnaud III[8] (ou Arnoldus)
- vers 1069[4]-1076[4]: Elie Ier[9] (ou Elias)
- 6 décembre 1080-1083 (?): Donat (us)[10] (ou Donald[11] ou Raynaldus[12])
- 1083-† 18 avril 1101: Simon II
- vers 1101[13] ou 1103[4]: Géraud Ier (ou Giraud ou Girard ou Geraudus)
- vers 1104[14] ou 1105[3]: Isarad[11] (ou Isaardus[10])
- 1105-1115[4]: Gausbert (us)
- 1118-1128: Aldebert (ou Aladebert ou Adalbert ou Hildebert)
- 1128-† 7 mars 1149: Raymond-Bernard du Fossat(ou Raymundus Bernardi)
- 31 août 1149-vers 1180: Elie II de Castillon[11] (ou Elias de Châtillon[10])
- 1180-1182[1]: Pierre Ier (ou Petrus)
- vers 1182[3] ou 1183[4]-mai 1208[4]: Bertrand (us) Ier de Béceyras[11] (ou Beceiras[10], ou Veceras[12])
- 1209-† 18 août 1228: Arnaud IV de Rovinha[11] (ou Arnaldus de Rovinjan[10])
- vers 1228[3] ou 1230[4]-† 1231: Arnaud V (ou Arnaldus)
- vers 1231-† 4 juillet 1232: Géraud II ou Geraudus ou Giraudus)
- 1232[3] ou 1233[4]-1235: Raoul de Peyrines[11] (ou Rodulfus de Peyrinis, ou de Pinis ou encore de la Roche-Aymon[15]) (d'abord abbé d'Igny, puis abbé de Clairvaux de 1224 à 1232, il sera en 1235 archevêque de Lyon).
- 1235-† 12 septembre 1245: Arnaud VI de Galard (ou Arnoldus)
- 30 novembre 1245-† 29 janvier 1247: Pierre II de Reims (ou Petrus)
- 1247[4] ou 1248[3]-avant décembre 1262: Guillaume II d'Agen (ou Guilielmus), devient patriarche de Jérusalem († 1270).
- 1263-1264: Guillaume III (ou Guilielmus), auparavant évêque de Lydda[16]
- 1264-† 28 juillet 1271: Pierre III Jerlandi[11] (ou Petrus Jorland[10])
- 1271-† 10 ou 20 février 1282: Arnaud VII de Got (ou Arnaudus)
- vers 1281[3] ou 1282[4]-mort un 20 septembre (année incertaine) : Jean Ier Jerlandi (ou Joannes)
- 1291[3] ou 1292[4]-1306: Bertrand II de Got, oncle (Famille de Goth)[17] du pape Clément V.
- 1306: Bernard II de Fargis
- 1306-1313: Bertrand (II) de Got revient de l'évêché de Langres[18]
- 1313-1356: Amanieu de Fargis († le 26 mai 1357)
- 1357-1364: Déodat de Rotbald[11] (ou Deodatus Rotbaldi[10])
- 26 septembre 1364-† 1374: Raymond de Salg (ou Raymundus)
- vers 1367: Richard[2]
- 1374[4] ou 1375[3]-28 décembre 1381[4]: Jean II Belveti[11] (ou Joannes Belvety[10])
- 1375-1382: Jean III[7]
- 16 juin 1382-1383: cardinal Simon III de Cramaut[11] (ou de Cramaud[10])
- 14 octobre 1383-† 1396 ou 1397: Jean IV (ou Joannes)
- 27 mars 1397-23 juillet 1398: Bernard III de Chevenon
- 27 mars (?) 1398-† 1438: Imbert (us) de Saint-Laurent
- 28 décembre 1438-1461[4]: Jean V de Borgia (ou Joannes)
- 1460[3] ou 1461[4]-† 21 juillet 1477: Pierre IV de Bérard  (ou Petrus)
- vers 1477: Jean VI de Montchenu[7]
- 3 juillet 1478-† 1487: Galéas de La Rovère (ou Galeazzo della Rovere)
- 9 décembre 1487-1518: cardinal Léonard de La Rovère (ou Leonardo Grossus della Rovere), cardinal en 1505 († le 27 septembre 1520).
- 23 mars 1518[4] ou 1519[3]-† 1538: Marc-Antoine de La Rovère (ou Marcantonio della Rovere)
- 1538-† 10 mai 1550: cardinal Jean VII de Lorraine  (ou Joannes)
- 1er septembre 1550-1555: Mathieu Bandel (ou Matteo Bandello, ou Matthaeus Bandelli)
- septembre 1555-† 16 octobre 1586: Janus Frégose (ou Fregoso)
- 1586[3] ou 1587[4]-1587: Pierre V Donault[11] (ou Petrus de Donauld[10])
- 1587[3] ou 1588[4]-† 10 décembre 1608: Nicolas de Villars (ou Nicolaus)
- 25 octobre 1609[4]-† 26 décembre 1630: Claude Ier de Gélas (ou Claudius), neveu du précédent
- 24 août 1631-28 janvier 1635: Gaspard de Daillon du Lude[19] (ou Casparus)
- 1635-10 juin 1638: siège vacant (?)
- 10 juin 1638[4]-† 4 mars 1663: Barthélemy d'Elbène (ou Bartholomeus d'Elbena)
- 15 mars 1665[4]-† 21 octobre 1678: Claude Joli (ou Claudius)
- 25 février 1679-† 20 novembre 1703: Jules Mascaron (ou Julius)
- 6 avril 1704[4]-† 20 août 1728: François Hébert
- 20 août 1728-16 avril 1730: siège vacant
- 16 avril 1730[4]-11 avril 1735: Jean VIII d'Yse de Saléon (ou Joannes), ensuite évêque de Rodez
- 8 octobre 1735-† 26 juillet 1767: Joseph-Gaspard-Gilbert de Chabannes[10] (ou Joseph-Gaspard de Gilbert de Chabannes[11])
- 14 février 1768[4]-1791: Jean-Louis d'Usson de Bonnac (ou Joannes-Ludovicus), titulaire jusqu'en 1802 († en 1821).
- 5 juin 1791-octobre 1801: André Constant[20], évêque constitutionnel[21].
- 1794-1795, puis octobre 1801-5 juillet 1802: siège vacant
- 5 juillet 1802-6 novembre 1840: Jean IX Jacoupy (ou Joannes) († 27 mai 1848)[22]
- 26 janvier 1841-† 11 avril 1867: Jean-Aimé de Levezou de Vesins[23] (ou Joannes de Levezon de Vezins[10])
- 24 janvier 1871-14 septembre 1874: Hector-Albert Chaulet d'Outremont
- 14 novembre 1874-22 septembre 1884: Jean-Émile Fonteneau
- 31 décembre 1884-† 23 février 1905: Charles-Évariste-Joseph Cœuret-Varin
- 21 février 1906-† 14 août 1937: Charles-Paul Sagot du Vauroux
- 7 mars 1938-15 février 1956: Jean-Marcel Rodié (évêque d'Ajaccio)
- 13 avril 1956-13 mars 1976: Roger Johan
- 13 mars 1976-13 décembre 1996: Sabin Saint-Gaudens
- 13 décembre 1996-25 mars 2004: Jean-Charles Descubes (Jean-Charles-Marie Descubes)
- 17 janvier 2005-19 août 2023: Hubert Herbreteau (Hubert-Marie-Michel-Marcel Herbreteau)
- depuis le 22 mai 2024 : Alexandre de Bucy